# Dèdèra
Dèdèra est une localité située dans le département de Nako de la province du Poni dans la région Sud-Ouest au Burkina Faso.

## Santé et éducation
Le centre de soins le plus proche de Dèdèra est le centre de santé et de promotion sociale (CSPS) de Bakpara tandis que le centre hospitalier régional (CHR) de la province se trouve à Gaoua.